# Sidi Abdelli
Sidi Abdelli (em árabe: سيدي عبد اللى) (anteriormente Les Abdellys, durante a colonização francesa) é uma cidade e comuna localizada na província de Tremecém, no noroeste da Argélia. Em 2008, sua população era de 18 222 habitantes.